# 바투린

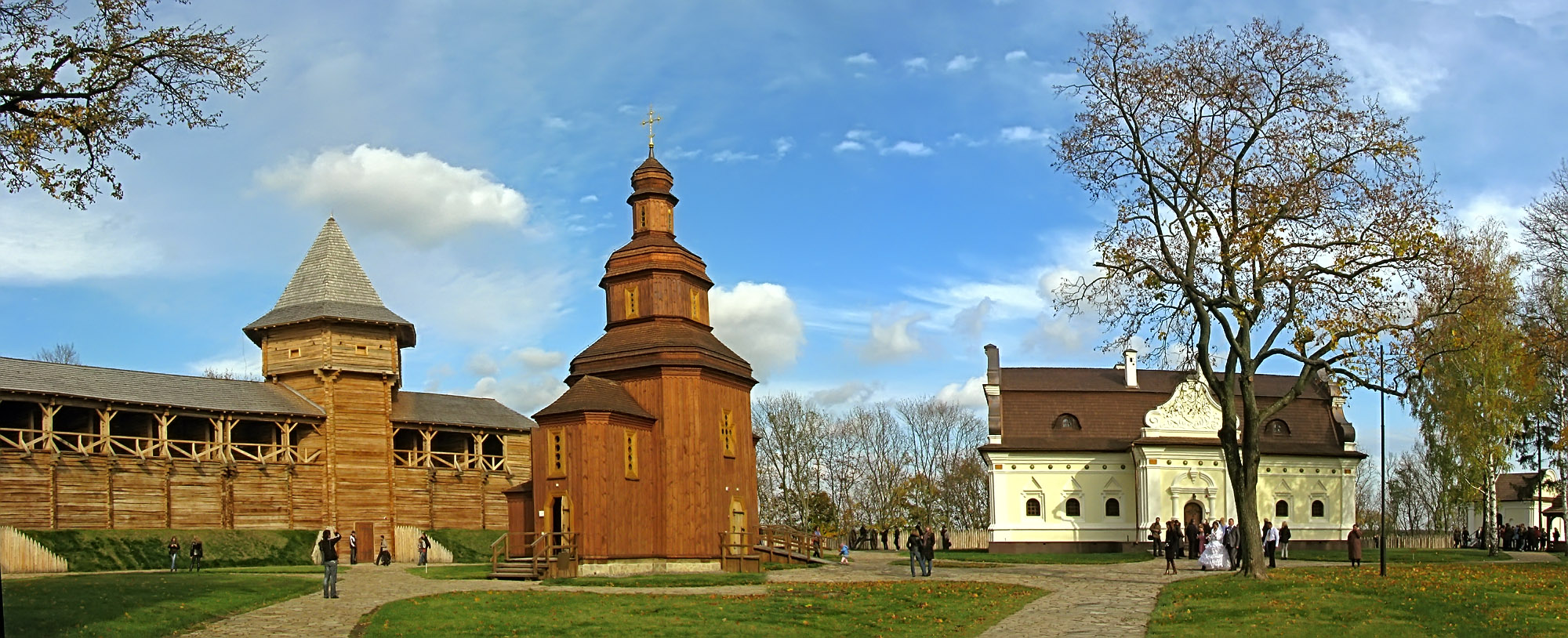

바투린(우크라이나어: Батурин, 러시아어: Бату́рин)은 우크라이나 체르니히우주에 속한 도시이다. 세임강(드니프로강의 지류)에 접해 있다. 1625년에 지어졌다. 1802년에 바투린은 체르니고프 현에 속하게 되었다.